# گل‌گیر (روستا)
گُل‌گیر نام روستایی متروکه و گردشگری از توابع بخش مرکزی شهرستان خلیل‌آباد در استان خراسان رضوی است. این روستا در دهستان رستاق قرار دارد و برپایهٔ سرشماری سال ۱۳۹۵ جمعیت آن خالی از سکنه بوده است.

## نگارخانه

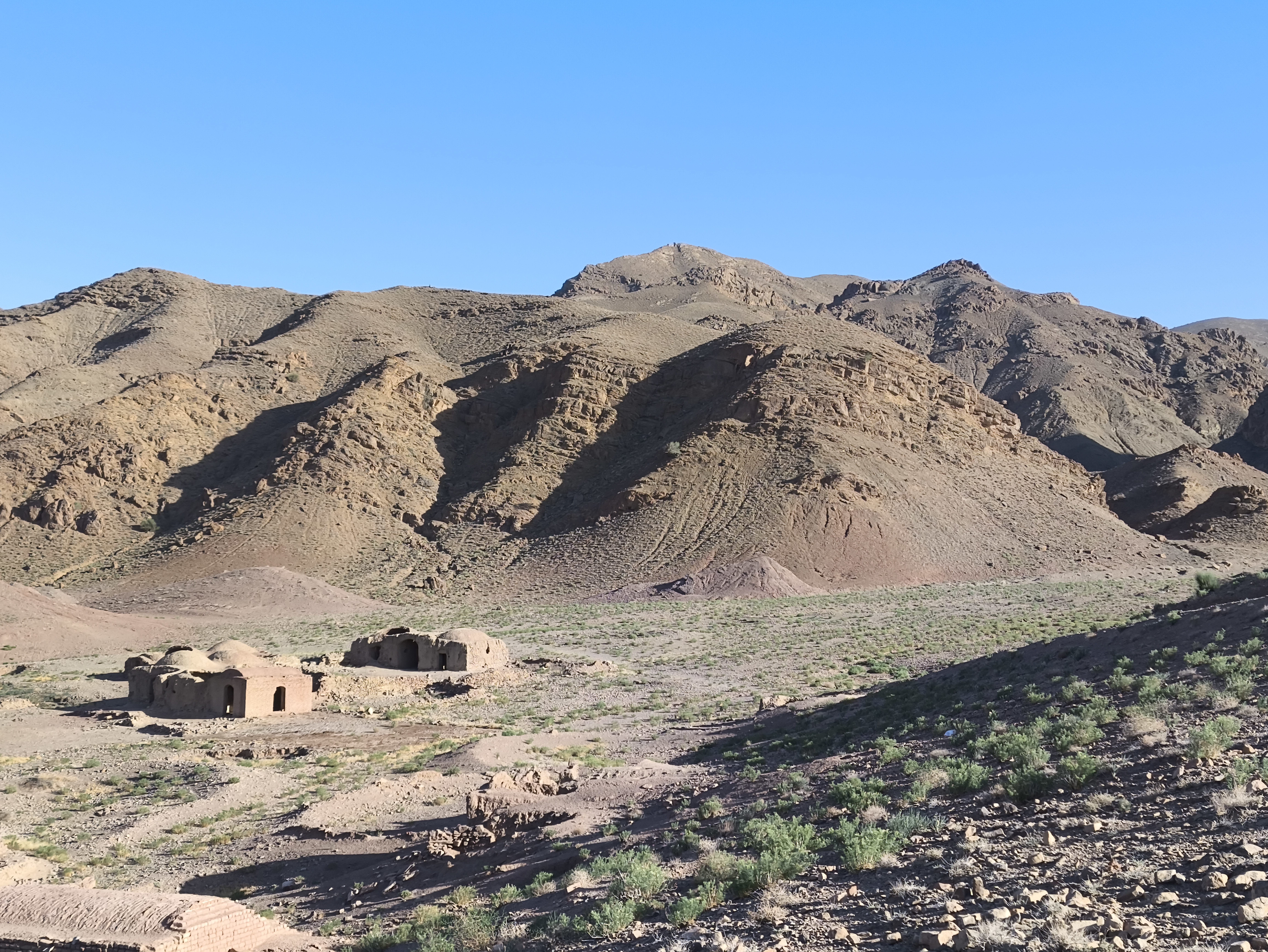
نمایی از روستای گل‌گیر
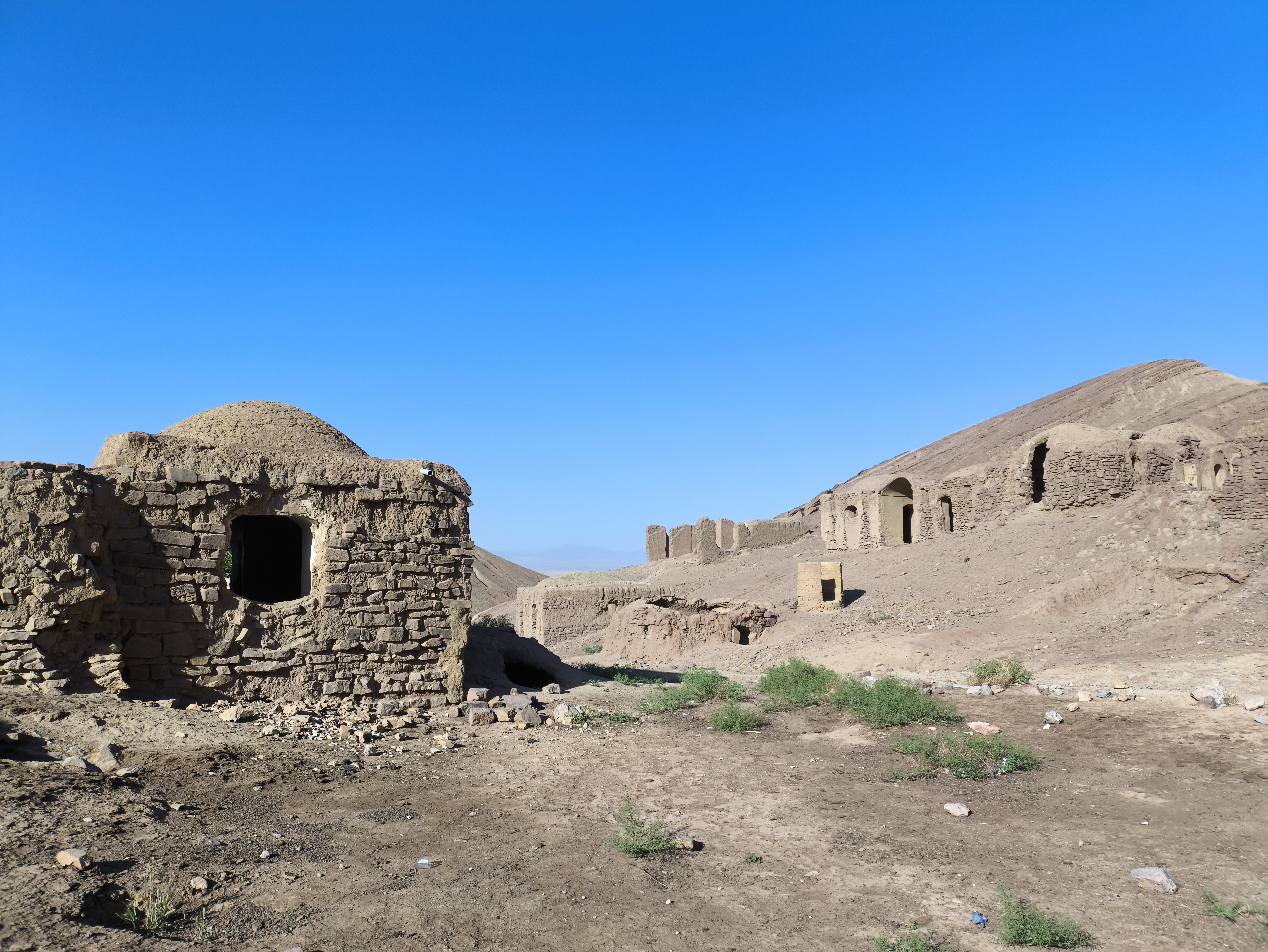
نمایی از روستای گل‌گیر
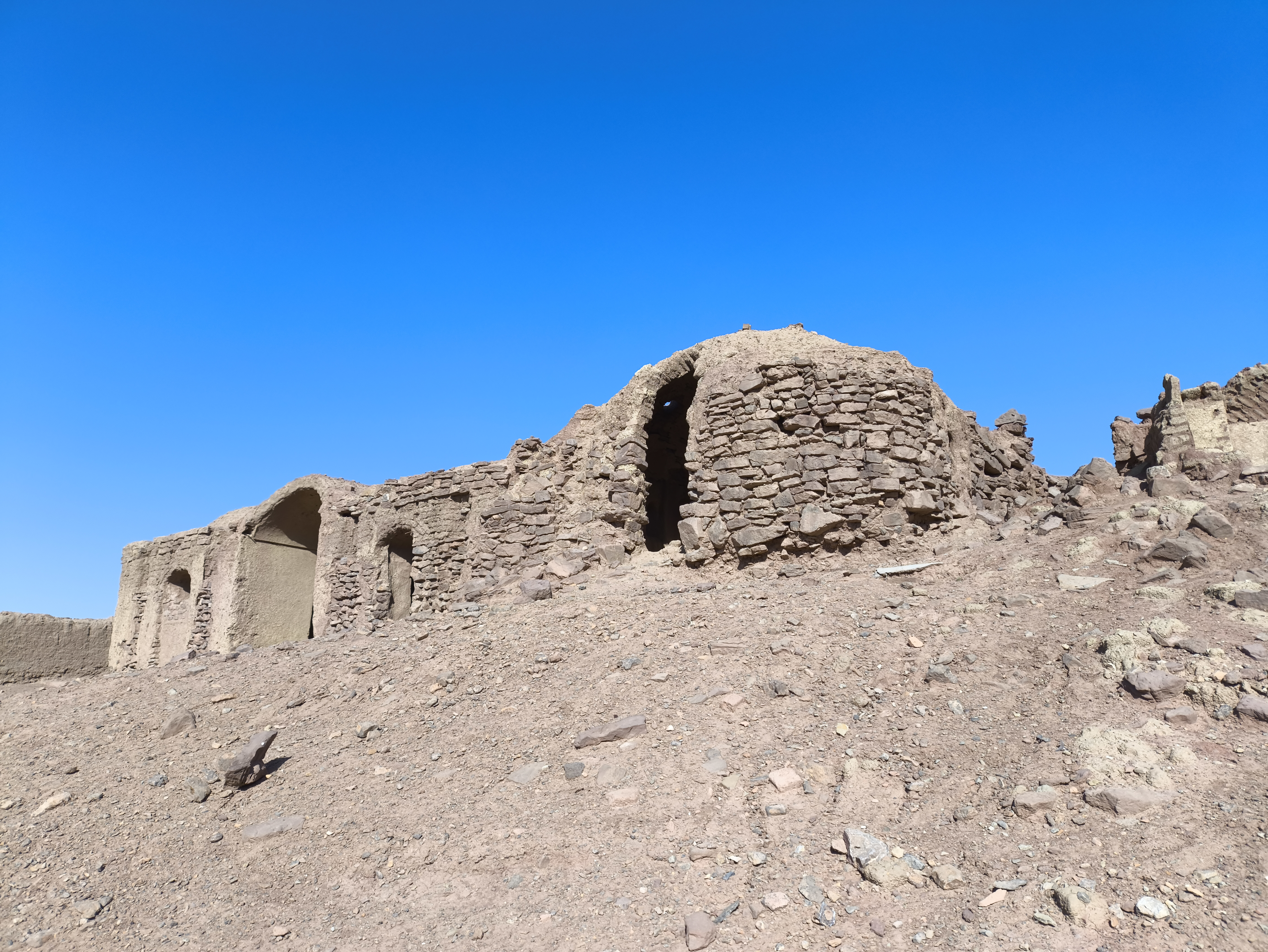
نمایی از روستای گل‌گیر
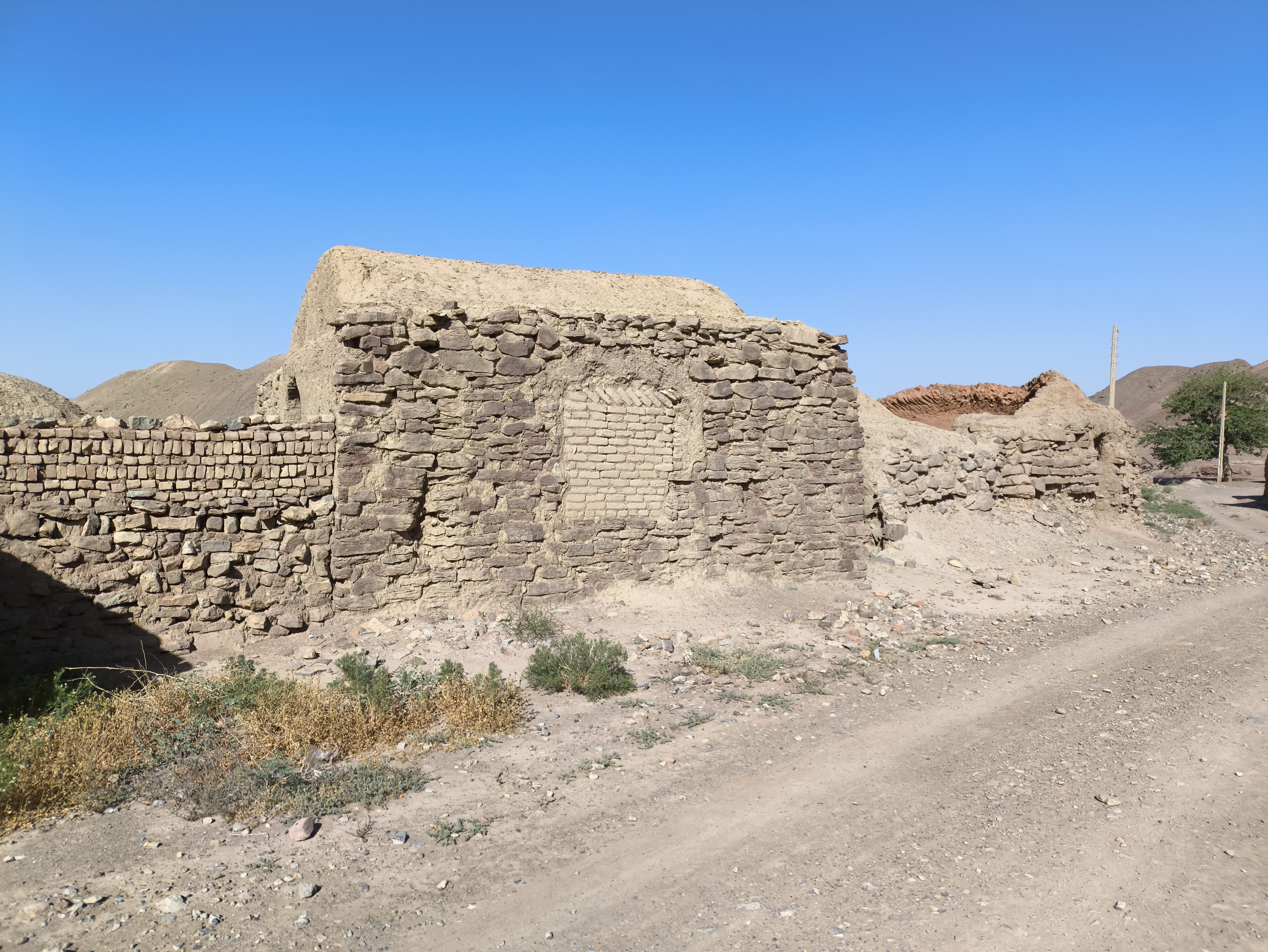
نمایی از روستای گل‌گیر
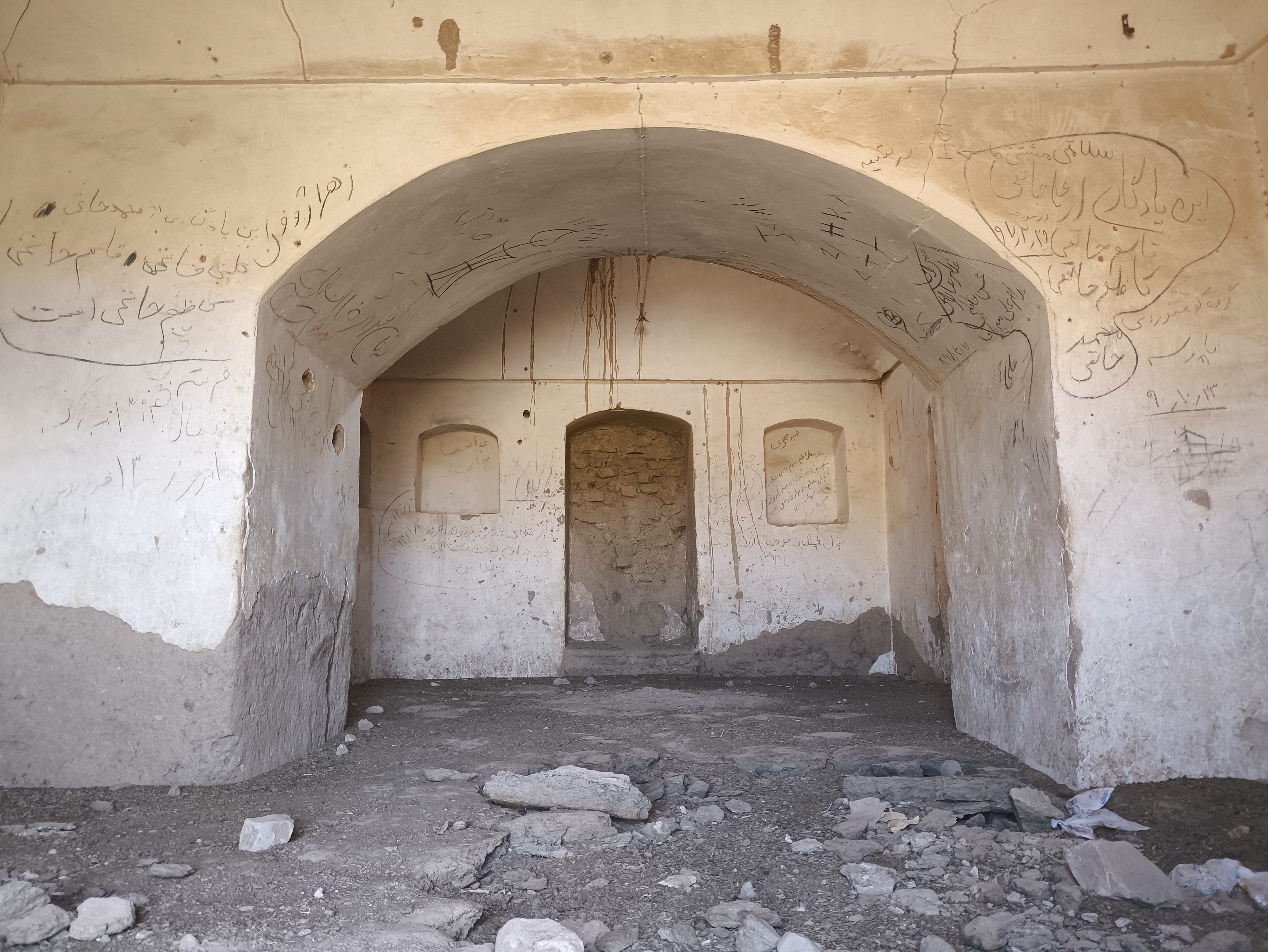
نمایی از روستای گل‌گیر
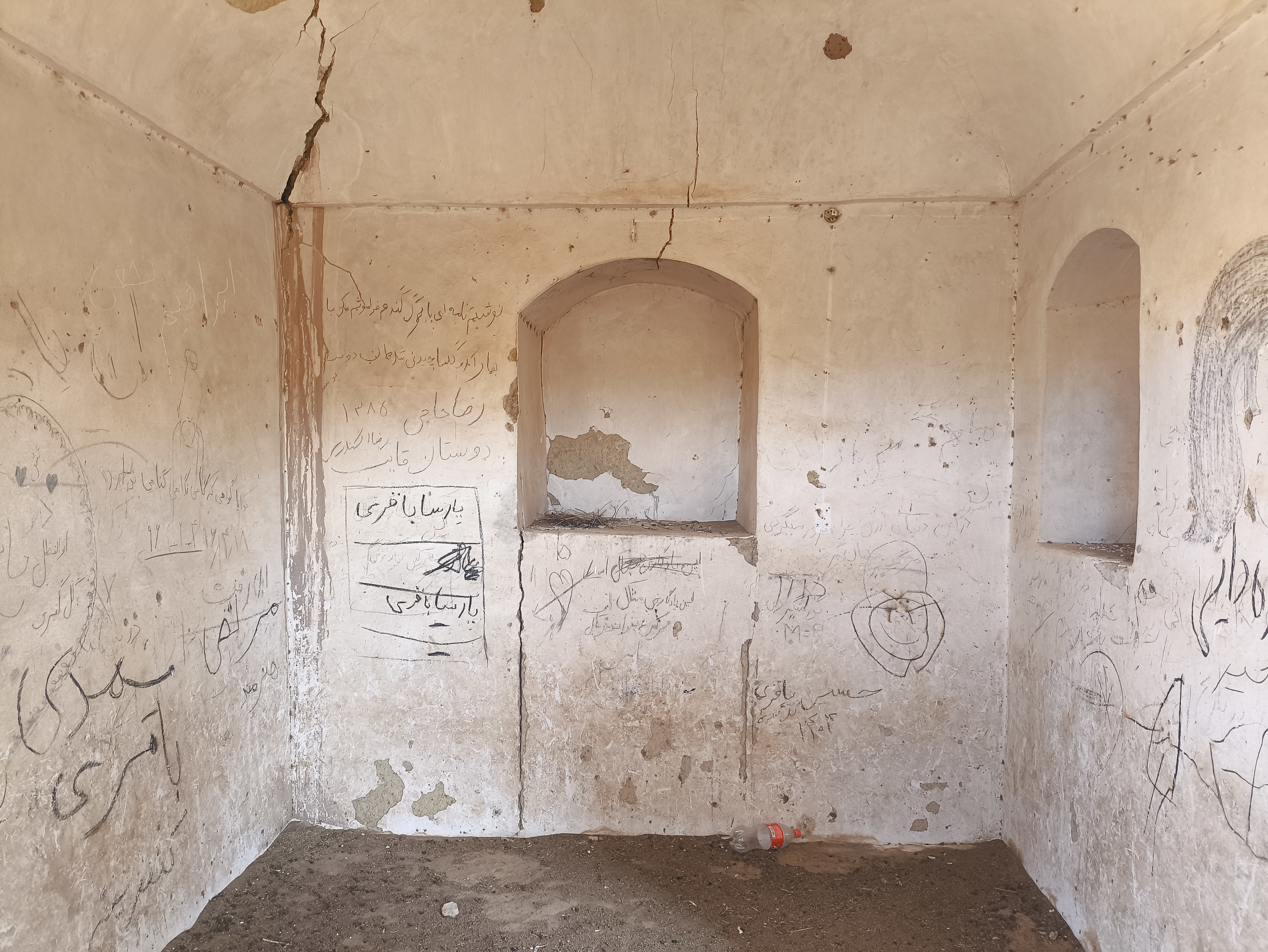
نمایی از روستای گل‌گیر
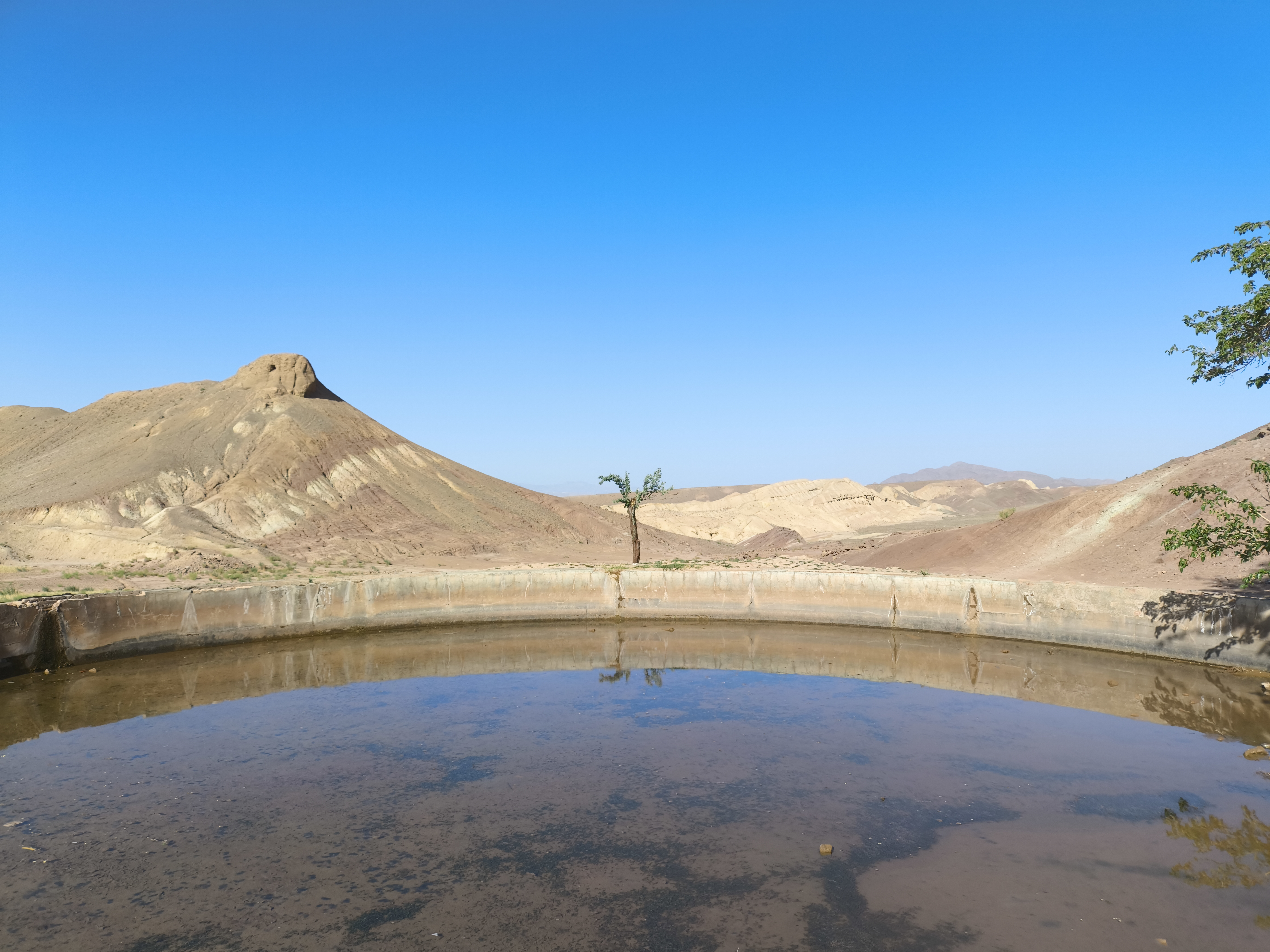
نمایی از روستای گل‌گیر
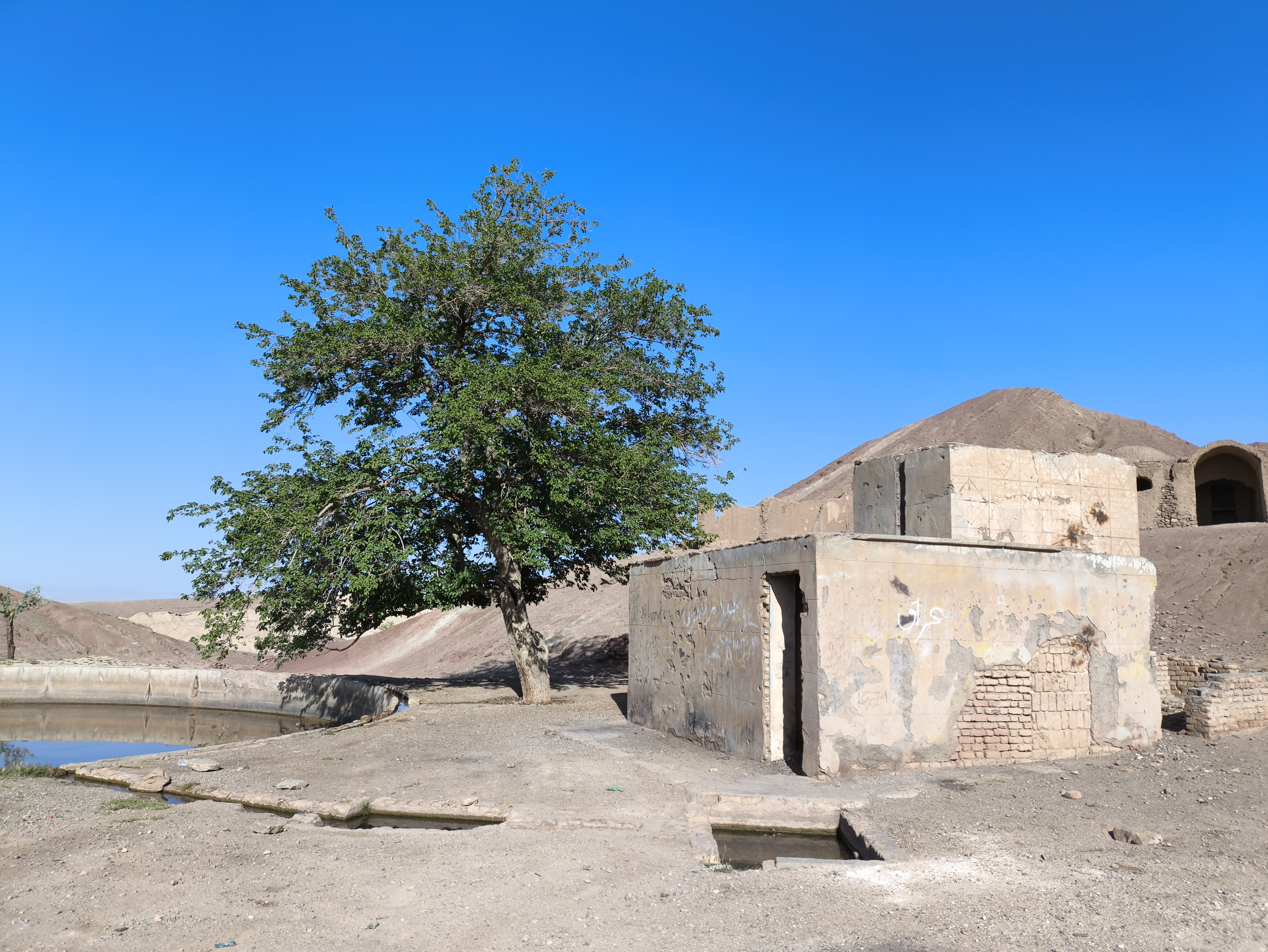
نمایی از روستای گل‌گیر